# Colonizzazione dell'Islanda

Mappa che mostra l'area di colonizzazione vichinga nell'VIII (rosso scuro), IX (rosso), X (arancio) e XI secolo (giallo). La colonizzazione dell'Islanda era parte di un più ampio disegno di colonizzazione vichinga.

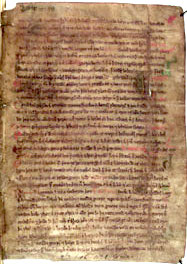
Una pagina del Landnámabók, fonte primaria circa la colonizzazione dell'Islanda, conservato nell'Istituto Árni Magnússon a Reykjavík.

L'inizio della colonizzazione dell'Islanda comunemente si situa nella seconda metà del IX secolo, quando coloni vichinghi migrarono attraverso il Nord Atlantico; le ragioni della migrazione possono essere ricercate nella carenza di terre coltivabili in Scandinavia e nelle guerre civili causate dall'ambizione del re di Norvegia Harald Bellachioma. A differenza della Gran Bretagna e dell'Irlanda, l'Islanda era una terra disabitata e pertanto era un obiettivo di facile conquista.
Gli storici stabiliscono  l'inizio della colonizzazione nell'anno 874, e sono soliti chiamare "Epoca della Colonizzazione" (in islandese Landnámsöld) l'arco di tempo della storia islandese che intercorre tra l'874 ed il 930, anno in cui la maggior parte dell'isola è già stata occupata e si è fondato a Þingvellir l'Alþingi, l'assemblea dello Stato libero d'Islanda. La nostra conoscenza storica riguardo agli anni della colonizzazione in Islanda è quasi interamente affidata all'Íslendingabók di Ari Þorgilsson e al Landnámabók, entrambi documenti vergati su pergamena ed ora conservati presso l'Istituto Árni Magnússon; il Landnámabók elenca i nomi dei 435 uomini considerati i primi coloni, la maggioranza dei quali si stabilì nelle zone settentrionale e sud-occidentale dell'isola.

## I primi esploratori e coloni

### Monaci irlandesi
L'Íslendingabók di Ari Þorgilsson afferma che i coloni vichinghi incontrarono monaci irlandesi, i Papar, quando giunsero per la prima volta in Islanda. La più antica fonte conosciuta che menziona il nome "Islanda" è una runa gotica incisa nell'XI secolo, mentre i reperti più antichi indicanti insediamenti risalgono al IX secolo. La fonte scritta più antica che cita l'esistenza dell'Islanda è un libro del monaco irlandese Dicuil, il De mensura orbis terrae, risalente all'825: Dicuil afferma di aver incontrato alcuni monaci irlandesi che avevano vissuto su un'isola di Thule; essi dicevano che in quei luoghi l'oscurità regnava d'inverno, mentre d'estate la luce era abbastanza intensa da permettere di afferrare le pulci dai vestiti. Mentre la veridicità di questa fonte può essere opinabile, ci sono pochi dubbi che gli abitanti di Irlanda e Gran Bretagna fossero a conoscenza di una terra di grandezza considerevole molto più a nord: potrebbero averlo dedotto dai percorsi migratori degli uccelli, o dalle formazioni nuvolose sul Vatnajökull, visibili da grandi distanze. Inoltre l'Islanda è a soli 450 km dalle Fær Øer, isole visitate dai monaci irlandesi nel VI secolo e colonizzate intorno al 650 da alcuni eremiti Irlandesi, come racconta in alcuni dei suoi scritti il monaco Irlandese Dicuil nel 825.

### Naddoddr e Garðar
Il Landnámabók afferma che il primo colono a mettere piede sul suolo islandese fu un vichingo di nome Naddoddr; Naddoddr rimase solamente per un breve periodo di tempo, ma diede un nome al paese: Snæland ("Terra della Neve"). Egli fu seguito dallo svedese Garðar Svavarsson, il primo a passarvi un inverno; intorno all'860, una tempesta spinse la sua nave molto a nord finché non raggiunse la costa orientale dell'Islanda. Garðar costeggiò l'isola da est ad ovest e poi deviò verso nord, fino a stabilirsi a Húsavík (sulla costa settentrionale); in seguito completò la circumnavigazione della terra in cui si trovava, stabilendo che essa era in effetti un'isola. Ripartì l'estate seguente, senza ritornare mai indietro, ma non prima di aver dato all'isola un nuovo nome: Garðarshólmur ("Isola di Garðar"). Uno dei suoi uomini, Náttfari, decise di rimanere indietro con due schiavi e si stabilì nel luogo oggi noto come Náttfaravík ("Baia di Náttfari"), presso la baia di Skjálfandi; il Landnámabók specifica tuttavia che Náttfari non era un colono permanente.

### Hrafna-Flóki
(Landnámabók)

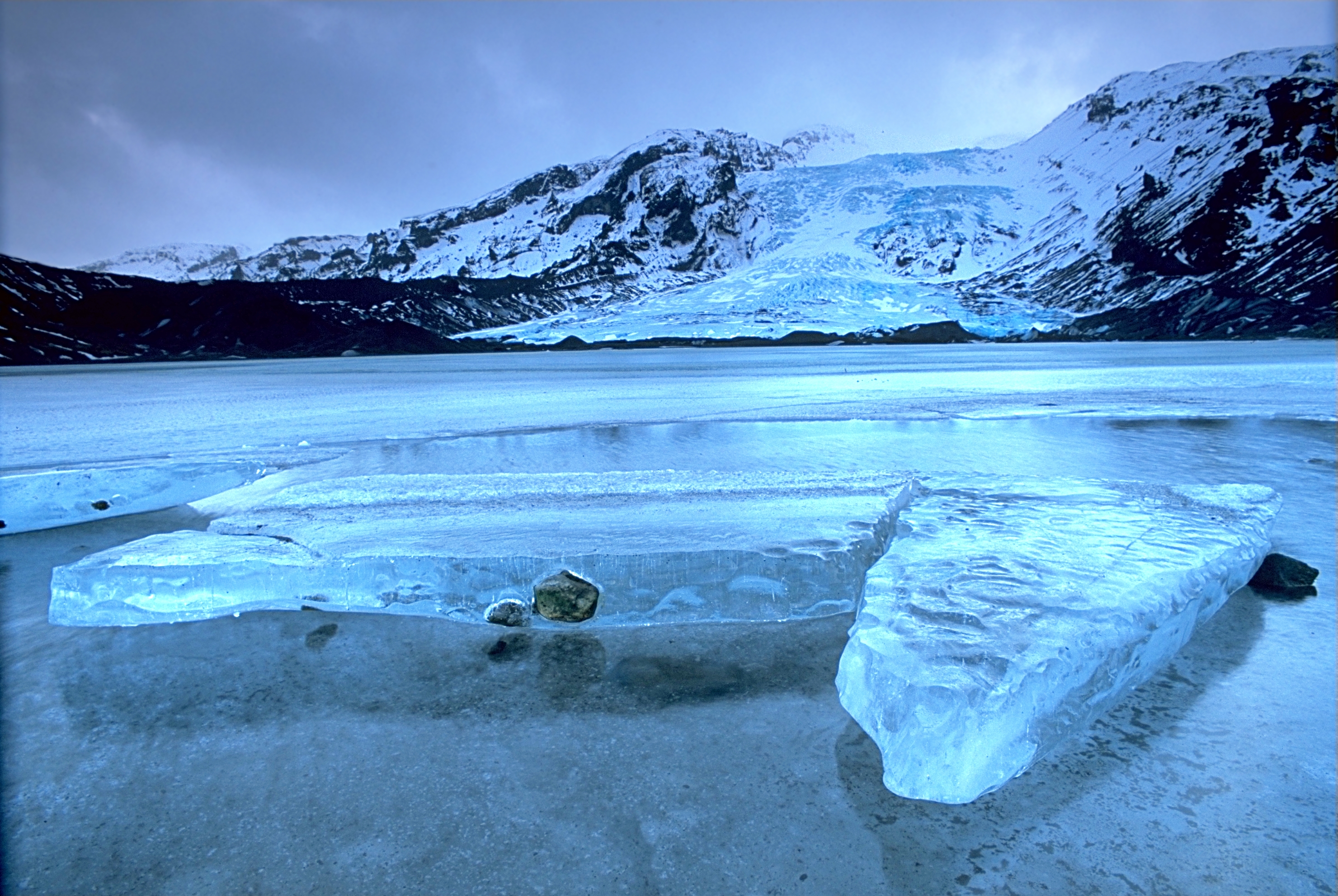
Il ghiacciaio Eyjafjallajökull.

Il secondo vichingo a giungere in Islanda fu Flóki Vilgerðarson, ma l'anno esatto del suo arrivo non è chiaro. Secondo la storia narrata nel Landnámabók, egli prese tre corvi per aiutarlo a trovare la via, e per questo fu soprannominato Hrafna-Flóki (in islandese "Flóki il Corvo"). Flóki lasciò liberi i suoi tre corvi presso le Isole Fær Øer per vedere dove si sarebbero diretti: il primo corvo volò subito a bordo; il secondo si alzò in aria e poi tornò sulla nave; il terzo invece continuò a volare di fronte ad essa, e Flóki seguì quella via per giungere in Islanda.
Egli approdò nel Vatnsfjörður, nel Vestfirðir, oltrepassando quella che oggi è Reykjavík; uno dei suoi uomini, Faxi, sottolinea che sembrava che essi avessero trovato una grande terra (ed oggi la baia sulle cui coste sorge Reykjavík si chiama Faxaflói). Un inverno rigido uccise tutto il bestiame di Flóki, ed egli maledisse quel freddo paese, chiamandolo Ísland ("Terra di Ghiaccio", da cui l'odierno "Islanda") dopo aver visto un pezzo di ghiaccio solcare la baia. Nonostante molte difficoltà nel trovare cibo, lui ed i suoi uomini rimasero un altro anno, questa volta nel Borgarfjörður, ma infine tornarono in Norvegia l'estate successiva; Flóki tornò ancora dopo molti anni e si stanziò nel luogo oggi chiamato Flókadalur.

Mappa che indica i viaggi dei primi esploratori in Islanda nel IX secolo.

### Ingólfur Arnarson
(Íslendingabók)

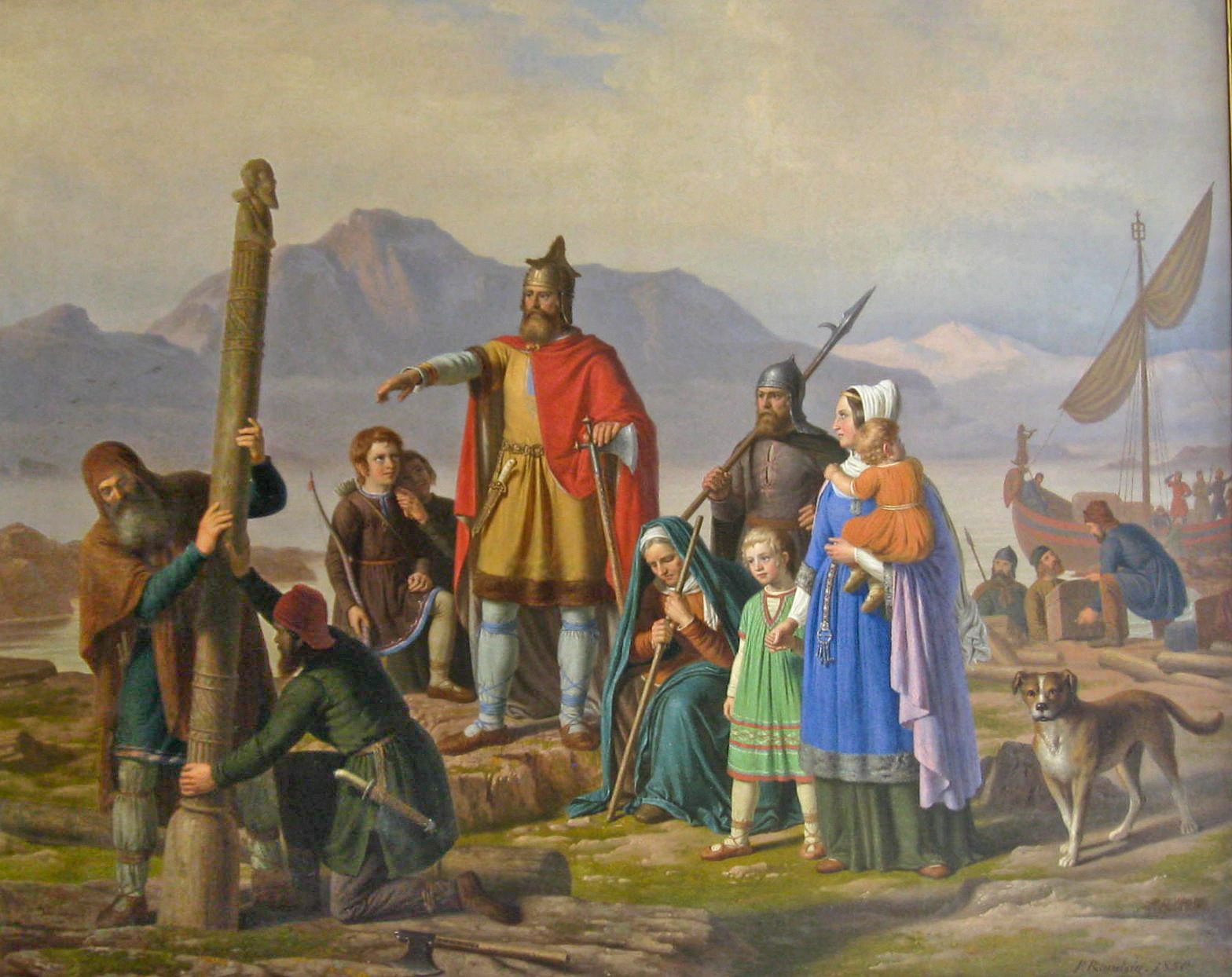
Ingólfur ordina di piantare i suoi pilastri (dipinto di Johan Peter Raadsig).

Un altro vichingo a giungere in Islanda fu Ingólfur Arnarson, che aveva istigato una faida di sangue nella sua terra natale, la Norvegia. Ingólfr ed il suo fratello adottivo, Hjörleifr, giunsero la prima volta in Islanda in spedizione esplorativa, e trascorsero l'inverno nell'Álftafjörður. Qualche anno dopo, essi tornarono a colonizzare quella terra con i loro uomini: quando si avvicinarono all'isola, Ingólfr lanciò fuoribordo i suoi pilastri e giurò che si sarebbe stanziato dove essi avrebbero toccato la costa; poi spedì i suoi schiavi Vífill e Karli a cercarli. Nel frattempo però Hjörleifur fu ucciso dai suoi uomini ed il cadavere, gettato in mare, fu trovato dai due schiavi; Ingólfr diede a suo fratello un funerale pagano nello stile dei Vichinghi e poi uccise i suoi assassini, che erano fuggiti nelle Vestmannaeyjar.
Mentre l'inverno si avvicinava, gli schiavi di Ingólfr trovarono i pilastri ad Arnarhvol. Quando venne l'estate, egli eresse una fattoria a Reykjavík e reclamò per sé tutta la terra ad ovest dei fiumi Ölfusá, Öxará e Brynjudalsá; il suo schiavo Karli, che non apprezzava il luogo, disse ad Ingólfr: "Che peccato che abbiamo passato così tanta buona terra per stabilirci in questa penisola remota".